# Störtebeker-Festspiele

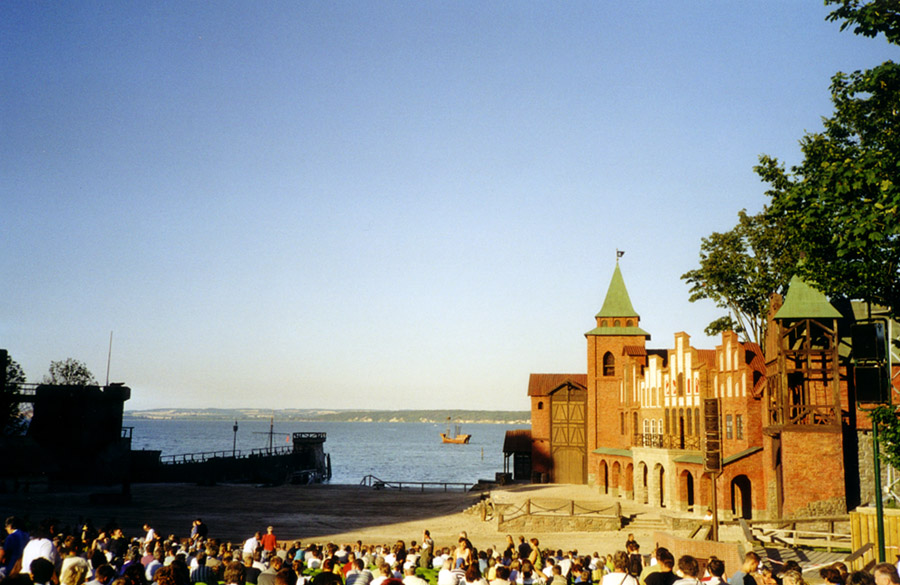
Fase del Festival Störtebeker

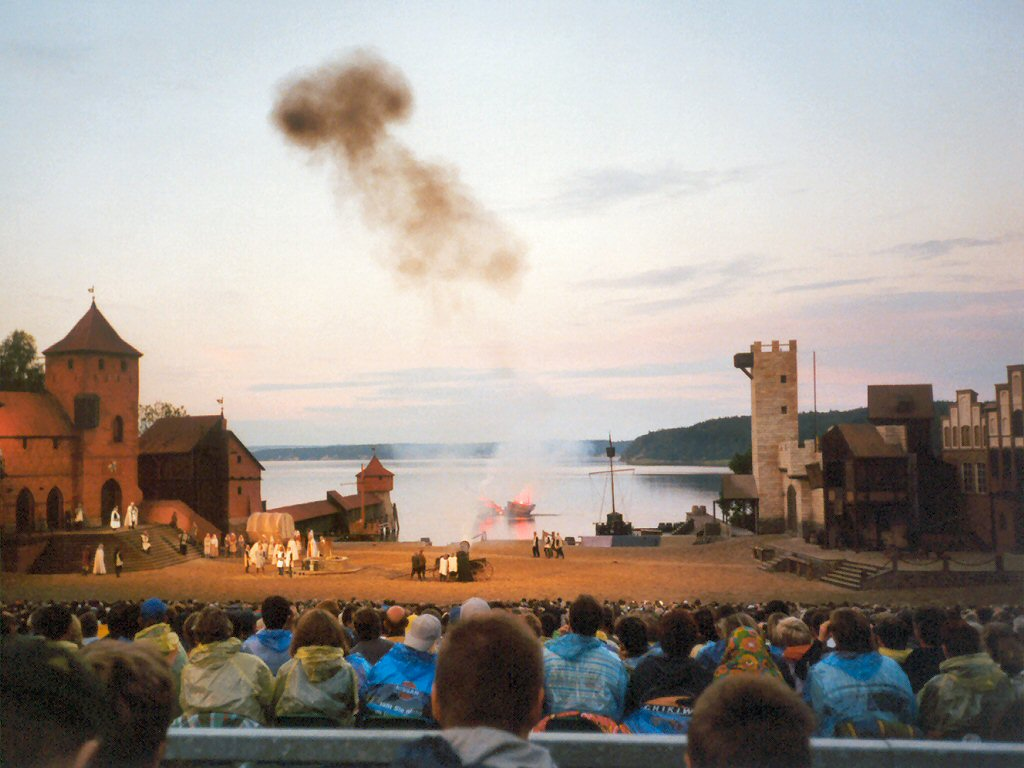
Störtebeker-Festspiele 2000

Gli Störtebeker-Festspiele sono una serie di festival teatrali tedeschi annuali. Gli Störtebeker-Festspiele, la cui prima edizione risale al 1993, si tengono ogni anno da fine giugno ai primi di settembre sulle rive del Grande Jasmund Bodden in Ralswiek, sull'isola di Rügen. Costituiscono i più importanti e partecipati eventi teatrali all'aperto della Germania.

## Storia
L'idea del festival, nata nel 1959 come parte di un'iniziativa culturale della Germania orientale, è diventata l'evento di teatro all'aperto di maggior successo in Germania, ed è trasmesso dalla rete televisiva pubblica NDR.